# Centullo VI di Béarn
Centullo VI di Béarn, spagnolo Centulo, francese Centulle, catalano Cèntul, occitano Centolh (1096 circa – Fraga, 17 luglio 1134), fu visconte di Béarn dal 1131 alla sua morte.

## Origine
Secondo il documento n° II del Cartulaire de Sainte Foi de Morlaas, Centullo era figlio del visconte di Béarn, Gastone III e della viscontessa di Montaner, Talese d'Aragona, che, secondo la La Vasconie. Tables Généalogiques, era figlia del conte d'Ayvar e di Xavierre, Sancho Ramírez e della sua seconda moglie, una discendente dei visconti di Montaner, di cui non conosciamo il nome.

Gastone IV di Béarn, sempre secondo il Cartulaire de Sainte Foi de Morlaas era il figlio primogenito del Visconte di Béarn, Centullo V, e della prima moglie, sua cugina Gisla o Gisela di Guacogna, probabilmente figlia di Bernardo II di Guascogna, conte d'Armagnac.

## Biografia
Centullo (Centullo filio meo), viene citato, per la prima volta, in un documento datato 1096 circa, inerente a una donazione del padre, Gastone IV, alla chiesa di Morlaàs.
Viene citato ancora, senza essere nominato, assieme a fratelli e sorelle (filiorum ac filiarum mearum), in un altro documento, datato 1101, inerente ancora a una donazione del padre, Gastone IV, alla chiesa di Morlaàs.
Suo padre, Gastone IV, fu al seguito del re di Aragona e di Pamplona e conte di Sobrarbe e Ribagorza, Alfonso Sánchez, detto il Battagliero, nelle sue spedizioni contro al Andalus.

Nell'ultima spedizione, tra il 1130 ed il 1131, il padre, Gastone IV, nella zona di Valencia, fu ucciso in un'imboscata. Centullo gli succedette come Centullo VI.

Col documento n° V del Cartulaire de Sainte Foi de Morlaas, datato 1130 o 1131, Centullo VI figlio di Gastone IV (Centullus Gastonis filius), visconte di Bearn (Centullus vicecomes Bearnensis), conferma tutte le donazioni fatte alla chiesa di Morlaàs dal nonno, Centulo V, e dal padre (avus meus Centullus et Gasto pater meus).
Centullo VI continuò la guerra contro i Mori, al fianco del re, Alfonso Sánchez, detto il Battagliero, lasciando la reggenza del governo della viscontea alla madre, Talese d'Aragona.
Centullo VI morì all'assedio di Fraga, nel 1134, il 17 luglio.

A Centullo VI succedette la sorella, Guiscarda.

## Discendenza
Di Centullo VI non si conosce il nome di una eventuale moglie, né si hanno notizie di discendenti.

### Fonti primarie
- (LA)  Cartulaire de Sainte Foi de Morlaas

### Letteratura storiografica
- (FR)  Histoire générale de Languedoc, tomus II.
- (FR)  LA VASCONIE.